# قصة الفن (كتاب)
قصة الفن (بالإنجليزية:  The story of art )‏ هو كتاب من تأليف إرنست غومبريتش، تم نشره لأول مرة عام 1950 من قِبل Phaidon ، الكتاب هو عبارة عن مسح لتاريخ الفن من العصور القديمة حتى العصر الحديث.
تُرجم الكتاب إلى أكثر من 30 لغة وبيع منه حوالي سبعة ملايين نسخة ما يجلعه أفضل كتاب يحاكي التاريخ في كل العصور.

## ملخص الكتاب
ينقسم الكتاب إلى مقدمة، 27 فصلاً يتناول كل منها فترة زمنية محددة من تاريخ الفن في إطار واحد أو عدة سياقات ثقافية / جغرافية، وفصل ختامي يلخص أحدث التطورات في الفنون البصرية. الفصل الأول يبدأ بفحص فن ما قبل التاريخ والثقافات المحلية. وتخصص الفصول الأربعة التالية للثقافات القديمة الكبرى، وخاصة مصر واليونان وروما ثم يسرد تاريخ الفن عند اليهود والبوذيين والمسيحين من القرن الأول إلى القرن الرابع الميلادي، مستشهدًا بمدينة بومبي الرومانية التي حوت شواهد على الفن الهيليني، ينتقل في الفصل السابع إلى الفن في الشرق مركزاً على الإسلام والصين وموضحاً كيف برع الإسلام بالزخرفة على الجدران وذلك من خلال القصور الإسلامية القديمة. بدءاً من الفصل الثامن، يبدأ جومبريتش بالتركيز على فن أوروبا الوسطى، حيث يعود إلى نظرة أكثر عالمية في الفصل 24 الذي يتناول فن أواخر القرن الثامن عشر وأوائل القرن التاسع عشر في إنجلترا وفرنسا وأمريكا. إن خاصية «قصة الفن» المدهشة هي كمية الرسوم التوضيحية التي تحتوي عليها، مع تخصيص أكثر من 50٪ من صفحات الكتاب للصور الملونة والرسومات والهندسة المعمارية والمنحوتات.
```
يشرح غومبريتش أنه كان يعتزم عدم ذكر أي عمل فني لا يمكن أن يتضمنه أيضًا كإيضاح.
[
4
]
```

أصبحت الجملتان الأوليان من الكتاب مشهورين: ″ لا يوجد شيء اسمه الفن. هناك فقط فنانين. قام غومبريش في وقت لاحق بتوضيح هذا البيان بقوله أنه يعرف «الفن» على أساس جذره اللاتيني، أي المهارة، وأنه لا توجد «مهارة غير مجسدة».

## الترجمة
صدرت الطبعة الأولى للكتاب عام 2012 عن الهيئة العامة السورية للكتاب في دمشق.
في 18 مابو عام 2017 صدر عن هيئة البحرين للثقافة والآثار ضمن مشروع نقل المعارف كتاب قصة الفن للمؤلف إرنست غومبرتش مترجماً من قبل عارف حديفة في طبعته الثانية حيث يعتبر هذا الكتاب واحداً من أهم مراجع تاريخ الفن الموجودة في العالم.

## وصلات خارجية
- كتاب قصة الفن (فيديو تعريفي)